# عبد الواسع سعيد عبده
عبد الواسع سعيد عبده (1951-2005) شاعر وقاص سعودي، يعتبر رائدًا للشعر الحر في منطقة جازان، وهو أحد مؤسسي نادي الأمجاد الرياضي والثقافي في محافظة صبيا، ووالده سعيد عبده الذي كان أول مدير لأول مدرسة ابتدائية في صبيا، نشر له ديوان وحيد بعنوان (دوائر الصمت) صدر عام 1980م، ووجدت له 3 مخطوطات لدواوين لم تنشر، وعدد من المقالات والقصص المنشورة في بعض الصحف السعودية كصحيفة الرياض، الجزيرة، وعكاظ، وكان يعمل مديرًا للعلاقات العامة والإعلام الصحي في مستشفى صبيا العام.
ولد في صبيا التابعة لمنطقة جازان عام 1951م، وتلقى تعليمه فيها، ثم التحق بمعهد العلوم الصحية بجازان، وعُيّن بعدها في مستشفى صبيا العام كمشرفًا صحيًا، قبل أن يتدرج في المناصب ويستقر أخيرًا كمديرًا للعلاقات العامة في المستشفى، تميز ديوانه المنشور (دوائر الصمت) بكونه عبارة عن حلقات متصلة تشير إلى المعنى من الدوائر، وتبدو كما لو أنها قصيدة واحدة، فيما هي قصائد متفرقة تربطها ثيمة حياة القرية وتحولاتها الحضارية، كتب عن تجربته الشعرية عدد من النقاد كمحمد حسن عواد، ومحمد أحمد العقيلي، توفي إثر نوبة قلبية في صبيا يوم 27 نوفمبر 2005.

## مؤلفاته
- دوائر الصمت، شعر (1980).
- الانكسار، شعر (غير منشور).
- وطن الشعر، شعر (غير منشور).
- المسافة للقمر، شعر (غير منشور).
- الليل، مجموعة قصصية.
- مرتفعات السراة، قصة طويلة.
- الحجّاج، مسرحية شعرية.[2]